# Morpho perseus
Morpho perseus är en fjärilsart som beskrevs av Pieter Cramer 1779. Morpho perseus ingår i släktet Morpho och familjen praktfjärilar. Inga underarter finns listade i Catalogue of Life.